# Aspsjö
Aspsjö (finska: Haapajärvi) är en by i Kyrkslätt i det finländska landskapet Nyland. Byn ligger vid sjön Haapajärvi. Veikkola tätort ligger norr om Aspsjö.
Största delen av byns hus ligger vid förbindelseväg 1130 alltså Lappbölevägen. Det finns sex gårdar i byn; Nissilä, Seppälä, Pussila, Skinnars, Navala och Maula. Aspsjö omnämndes första gången i skriftliga källor år 1540. Då fanns det tre hemman i byn.
I byn ligger Aspsjö kyrka som fungerade som Kyrkslätts församlings huvudkyrka mellan åren 1944-1956 när Kyrkslätts S:t Mikaels kyrka låg i Porkalaområdet som hyrdes av Sovjetunionen. Det före detta kapellet låg sydväst om den nuvarande kyrkan på kullen mellan Lappbölevägen och sjön.
Sjön Haapajärvi skyddades år 2005.